# Aeonium glutinosum
Aeonium glutinosum é uma espécie de planta com flor pertencente à família Crassulaceae.
A autoridade científica da espécie é (Aiton) Webb & Berthel., tendo sido publicada em Histoire Naturelle des Îles Canaries 1: 193.

## Portugal
Trata-se de uma espécie presente no território português, nomeadamente no Arquipélago da Madeira.
Em termos de naturalidade é endémica da região atrás referida.

## Protecção
Não se encontra protegida por legislação portuguesa ou da Comunidade Europeia.